# コカゲラン

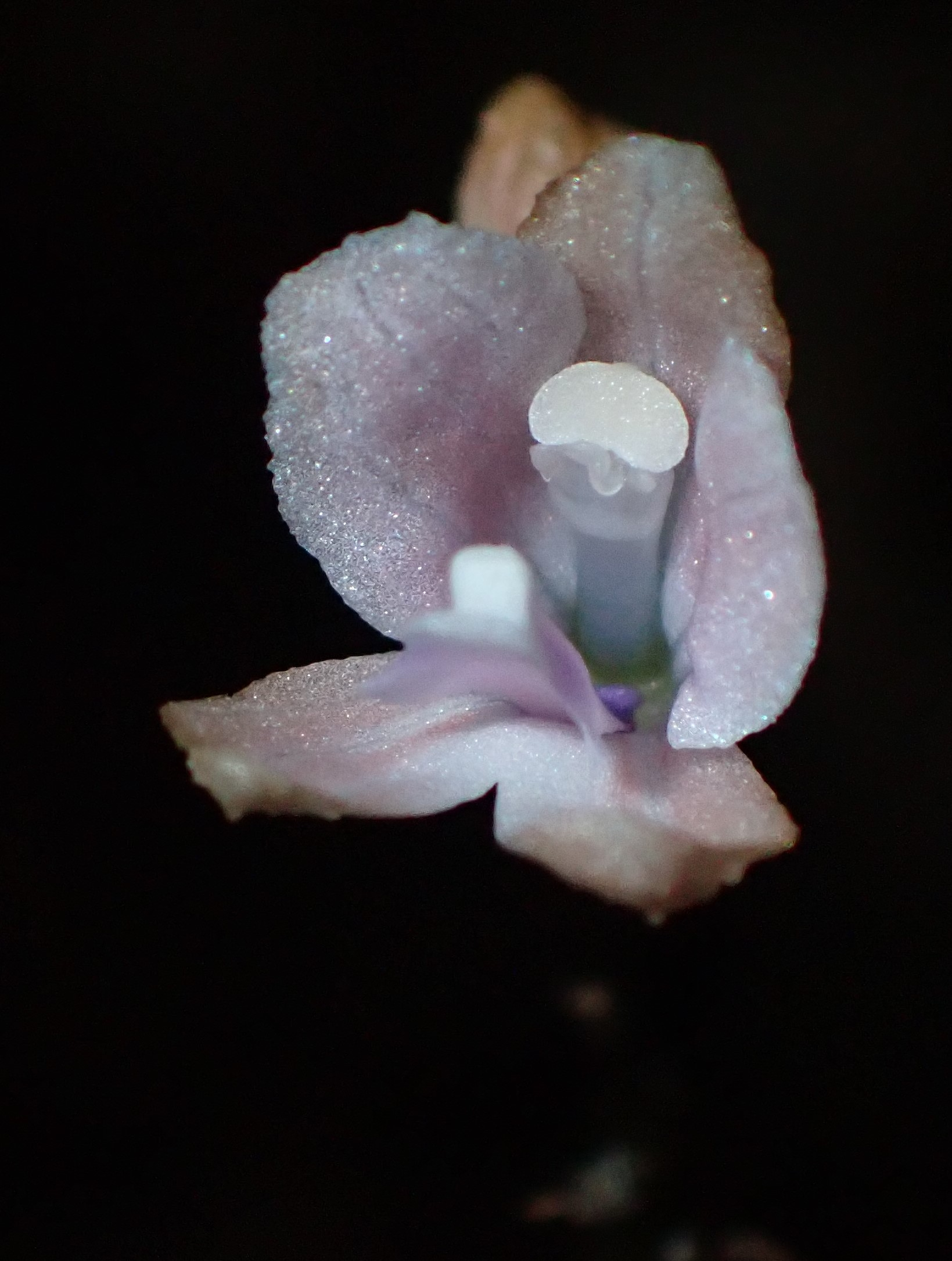
変種アマミコカゲラン　　奄美大島

コカゲラン（木陰蘭、Didymoplexis siamensis (Rolfe ex Downie) Suetsugu & T.C.Hsu）は、ヒメヤツシロラン属に属する高さ10〜30cmの腐生ランである。

## 解説
日本（琉球）、台湾、中国（海南島、香港）、ベトナム、タイに分布する。琉球では屋久島、種子島、奄美大島、久米島、石垣島から記録がある。
湿潤な常緑広葉樹林の林床に生育する。奄美大島では5〜6月に花茎を伸ばし、先端に直径数ミリの花を数個、一度に一輪か二輪ずつ総状花序に咲かせる。花は白く外側は黄褐色を帯び、内面は微かに赤ないし紫を帯びる。蕊柱の先端側縁に大きな鈎状の突起がある。奄美大島には、鈎状突起を欠く変種アマミコカゲラン（Didymoplexis siamensis var. amamiana Suetsugu）が基準変種のコカゲランと同所的に生育する。
以前は、蕊柱の鈎状突起の有無がコカゲラン属Didymoplexiellaとヒメヤツシロラン属Didymoplexisとを分かつ特徴の一つとされていたが、アマミコカゲランの発見により種内で変異しうる形質であることが判明し、両属は前者が後者のシノニムとして統合された。
環境省の5次レッドリスト（2025年3月）ではCRからENへと評価が変更されている。
絶滅危惧IB類 (EN)（環境省レッドリスト）